# Phytophthora cactorum
Genre
Synonymes
- Peronospora cactorum Lebert & Cohn 1870[1]
- Phloeophthora cactorum (Lebert & Cohn) G.W. Wilson 1914[1]
- Phytophthora fagi R. Hartig 1876[1]
- Phytophthora omnivora de Bary 1881[1]

Phytophthora cactorum est une espèce de pseudo-champignons oomycètes de la famille des Peronosporaceae. Cet agent phytopathogène à une très vaste gamme de plantes-hôtes comprenant plus de 200 espèces chez lesquelles il provoque généralement des pourritures racinaires.

## Liste des variétés
Selon NCBI (16 mars 2021) :
- Phytophthora cactorum var. applanata